# Championnat d'Équateur de football 2023
Navigation
Édition précédente Édition suivante
La saison 2023 du championnat d'Équateur de football est la soixante-cinquième édition du championnat de première division professionnelle en Équateur et la cinquième sous l'appellation LigaPro.
Le format est identique à la saison passée, les 16 équipes se rencontrent une fois dans la première phase, le premier est qualifié pour la Copa Libertadores 2024 et pour la finale du championnat.
Lors de la deuxième phase, les 16 équipes se rencontrent de nouveau une fois, le premier est qualifié pour la Copa Libertadores 2024 et pour la finale du championnat en match aller et retour qui détermine le champion d'Équateur.
Si les deux phases ont donné lieu à un même vainqueur, celui-ci est évidemment sacré champion sans nécessité de finale.
Les deux derniers du classement cumulé sont relégués en deuxième division.

## Qualifications continentales
Le champion d’Équateur se qualifie pour la Copa Libertadores 2024, tout comme le finaliste et une autre équipe la mieux classée du classement cumulé ainsi que le vainqueur de la Copa Ecuador. Les quatre équipes suivantes de ce même classement obtiennent leur billet pour la Copa Sudamericana 2024.

## Les clubs participants
- Sociedad Deportiva Aucas
- Barcelona Sporting Club
- Delfín Sporting Club
- Club Deportivo Cuenca
- Liga Deportiva Universitaria de Quito
- Club Deportivo Universidad Católica del Ecuador
- Libertad Fútbol Club - Promu de Serie B
- Club Deportivo El Nacional - Promu de Serie B
- Guayaquil City Fútbol Club
- Independiente del Valle
- Club Sport Emelec
- Club Deportivo Técnico Universitario
- Mushuc Runa SC
- Orense Sporting Club
- Cumbayá Fútbol Club
- Gualaceo Sporting Club

## Compétition
Le barème utilisé pour établir les différents classements est le suivant :
- Victoire : 3 points
- Match nul : 1 point
- Défaite : 0 point

### Première phase
| Rang | Équipe                      | Pts | J  | G  | N | P | Bp | Bc | Diff |
| ---- | --------------------------- | --- | -- | -- | - | - | -- | -- | ---- |
| 1    | Independiente del Valle     | 34  | 15 | 11 | 1 | 3 | 31 | 16 | +15  |
| 2    | Club Deportivo El NacionalP | 30  | 15 | 10 | 0 | 5 | 32 | 25 | +7   |
| 3    | LDU Quito                   | 26  | 15 | 7  | 5 | 3 | 29 | 17 | +12  |
| 4    | Barcelona Sporting Club     | 26  | 15 | 8  | 2 | 5 | 30 | 20 | +10  |
| 5    | Sociedad Deportiva Aucas T  | 24  | 15 | 7  | 3 | 5 | 17 | 19 | -2   |
| 6    | CDU Católica del Ecuador    | 24  | 15 | 7  | 3 | 5 | 22 | 25 | -3   |
| 7    | Delfín SC                   | 24  | 15 | 7  | 3 | 5 | 18 | 23 | -5   |
| 8    | Club Deportivo Cuenca       | 21  | 15 | 7  | 0 | 8 | 24 | 21 | +3   |
| 9    | Orense Sporting Club        | 21  | 15 | 6  | 3 | 6 | 17 | 21 | -4   |
| 10   | Técnico                     | 18  | 15 | 5  | 3 | 7 | 21 | 15 | +6   |
| 11   | Gualaceo Sporting Club      | 18  | 15 | 5  | 3 | 7 | 17 | 23 | -6   |
| 12   | Cumbayá Fútbol Club         | 17  | 15 | 4  | 5 | 6 | 10 | 13 | -3   |
| 13   | Club Sport Emelec           | 14  | 15 | 3  | 5 | 7 | 18 | 20 | -2   |
| 14   | Libertad Fútbol Club P      | 13  | 15 | 2  | 7 | 6 | 20 | 26 | -6   |
| 15   | Mushuc Runa SC              | 13  | 15 | 3  | 4 | 8 | 14 | 25 | -11  |
| 16   | Guayaquil City Fútbol Club  | 12  | 15 | 3  | 3 | 9 | 17 | 29 | -12  |

|  | Qualification pour la finale et la Copa Libertadores 2024 |
|  | T : Tenant du titre P : Promu de Serie B                  |

### Deuxième phase
| Rang | Équipe                      | Pts | J  | G  | N | P  | Bp | Bc | Diff |
| ---- | --------------------------- | --- | -- | -- | - | -- | -- | -- | ---- |
| 1    | LDU Quito                   | 36  | 15 | 11 | 3 | 1  | 0  | 0  | 0    |
| 2    | Barcelona Sporting Club     | 32  | 15 | 9  | 5 | 1  | 24 | 15 | +9   |
| 3    | Sociedad Deportiva Aucas T  | 25  | 15 | 6  | 7 | 2  | 22 | 15 | +7   |
| 4    | Delfín SC                   | 24  | 15 | 5  | 9 | 1  | 19 | 12 | +7   |
| 5    | Club Deportivo El NacionalP | 23  | 15 | 5  | 8 | 2  | 25 | 19 | +6   |
| 6    | Club Sport Emelec           | 22  | 15 | 5  | 7 | 3  | 14 | 8  | +6   |
| 7    | CDU Católica del Ecuador    | 22  | 15 | 5  | 7 | 3  | 15 | 12 | +3   |
| 8    | Independiente del Valle     | 21  | 15 | 6  | 3 | 6  | 18 | 15 | +3   |
| 9    | Técnico                     | 19  | 15 | 4  | 7 | 4  | 20 | 17 | +3   |
| 10   | Mushuc Runa SC              | 19  | 15 | 5  | 4 | 6  | 14 | 19 | -5   |
| 11   | Orense Sporting Club        | 16  | 15 | 4  | 4 | 7  | 15 | 15 | 0    |
| 12   | Club Deportivo Cuenca       | 16  | 15 | 3  | 7 | 5  | 12 | 16 | -4   |
| 13   | Libertad Fútbol Club P      | 15  | 15 | 4  | 3 | 8  | 12 | 18 | -6   |
| 14   | Guayaquil City Fútbol Club  | 10  | 15 | 2  | 4 | 9  | 5  | 18 | -13  |
| 15   | Cumbayá Fútbol Club         | 9   | 15 | 1  | 6 | 8  | 14 | 26 | -12  |
| 16   | Gualaceo Sporting Club      | 7   | 15 | 1  | 4 | 10 | 9  | 30 | -21  |

|  | Qualification pour la finale et la Copa Libertadores 2024 |
|  | T : Tenant du titre P : Promu de Serie B                  |

### Finale du championnat
Les vainqueurs des deux phases se retrouvent en match aller et retour pour déterminer le champion. Match aller le 10 décembre et match retour le 17 décembre 2023.
| Équipe 1                | Résultat      | Équipe 2  | Aller | Retour |
| ----------------------- | ------------- | --------- | ----- | ------ |
| Independiente del Valle | 1-1 (0-3 tab) | LDU Quito | 0 - 0 | 1 - 1  |

## Classement cumulé
| Rang | Équipe                      | Pts | J  | G | N | P | Bp | Bc | Diff |
| ---- | --------------------------- | --- | -- | - | - | - | -- | -- | ---- |
| 1    | LDU Quito                   | 62  | 30 | 0 | 0 | 0 | 0  | 0  | 0    |
| 2    | Barcelona Sporting Club     | 58  | 30 | 0 | 0 | 0 | 0  | 0  | 0    |
| 3    | Independiente del Valle     | 55  | 30 | 0 | 0 | 0 | 0  | 0  | 0    |
| 4    | Club Deportivo El NacionalP | 53  | 30 | 0 | 0 | 0 | 0  | 0  | 0    |
| 5    | Sociedad Deportiva Aucas T  | 49  | 30 | 0 | 0 | 0 | 0  | 0  | 0    |
| 6    | Delfín SC                   | 48  | 30 | 0 | 0 | 0 | 0  | 0  | 0    |
| 7    | CDU Católica del Ecuador    | 46  | 30 | 0 | 0 | 0 | 0  | 0  | 0    |
| 8    | Técnico                     | 37  | 30 | 0 | 0 | 0 | 0  | 0  | 0    |
| 9    | Club Deportivo Cuenca       | 37  | 30 | 0 | 0 | 0 | 0  | 0  | 0    |
| 10   | Orense Sporting Club        | 37  | 30 | 0 | 0 | 0 | 0  | 0  | 0    |
| 11   | Club Sport Emelec           | 36  | 30 | 0 | 0 | 0 | 0  | 0  | 0    |
| 12   | Mushuc Runa SC              | 32  | 30 | 0 | 0 | 0 | 0  | 0  | 0    |
| 13   | Libertad Fútbol Club P      | 28  | 30 | 0 | 0 | 0 | 0  | 0  | 0    |
| 14   | Cumbayá Fútbol Club         | 26  | 30 | 0 | 0 | 0 | 0  | 0  | 0    |
| 15   | Gualaceo Sporting Club      | 25  | 30 | 0 | 0 | 0 | 0  | 0  | 0    |
| 16   | Guayaquil City Fútbol Club  | 22  | 30 | 0 | 0 | 0 | 0  | 0  | 0    |

|  | Qualification pour la Copa Libertadores 2024 |
|  | Qualification pour la Copa Sudamericana 2024 |
|  | Relégué en Serie B                           |
|  | T : Tenant du titre P : Promu de Serie B     |

## Bilan de la saison
| Championnat d'Équateur de football 2023 |                                                     |
| Champion                                | LDU Quito (12e titre)                               |
| Qualifications continentales            |                                                     |
| Copa Libertadores 2024                  | LDU Quito Vainqueur de la Copa Sudamericana 2023    |
| Copa Libertadores 2024                  | Independiente del Valle                             |
| Copa Libertadores 2024                  | Barcelona Sporting Club                             |
| Copa Libertadores 2024                  | Club Deportivo El Nacional Sociedad Deportiva Aucas |
| Copa Sudamericana 2024                  | Delfín Sporting Club                                |
| Copa Sudamericana 2024                  | CDU Católica del Ecuador                            |
| Copa Sudamericana 2024                  | Técnico                                             |
| Copa Sudamericana 2024                  | Club Deportivo Cuenca                               |
| Promotions et relégations               |                                                     |
| Promus en Serie A                       | Club Social y Deportivo Macara                      |
| Promus en Serie A                       | Imbabura Sporting Club                              |
| Relégués en Serie B                     | Gualaceo Sporting Club                              |
| Relégués en Serie B                     | Guayaquil City Fútbol Club                          |